# پرستار بتی
پرستار بتی (انگلیسی: Nurse Betty) فیلمی در ژانر کمدی-درام و جنایی است که در سال ۲۰۰۰ منتشر شد.

## داستان
«بتی سایزمور» (رنی زلوگر) در رستوران کوچکی در یکی از شهرک‌های کانزاس پیشخدمت است. او برای فرار از زندگی پیش پا افتاده‌اش، هر روز به دنیای یک مجموعهٔ آبکی تلویزیونی و قهرمان اصلی محبوبش، «دکتر دیوید راول» (گرگ کینر)، پناه می‌برد. وقتی شوهرش در جریان یک معاملهٔ مواد مخدر به قتل می‌رسد، «بتی» می‌گریزد و به لس آنجلس می‌رود. او که به خود قبولانده پرستار است، سرانجام در شهر فرشته‌ها (لس آنجلس) با دکتر رؤیاهایش ملاقات می‌کند.

## بازیگران
- رنی زلوگر
- مورگان فریمن
- کریس راک
- گرگ کینر
- آرون اکهارت
- تیا تکسادا
- کریسپین گلاور
- آلیسون جانی
- الیزابت میچل
- هریت سنسوم هریس
- کاتلین ویلهویت
- پروییت تیلور وینس
- سونگ-هی لی